# Pronkia antefurcalis
Pronkia antefurcalis är en stekelart som beskrevs av Van Achterberg 1990. Pronkia antefurcalis ingår i släktet Pronkia och familjen bracksteklar. Inga underarter finns listade i Catalogue of Life.